# Koyukuk (rzeka)
Koyukuk (koyukon: Ooghekuhno’) – główny dopływ rzeki Jukon o długości ok. 805 km w północnej Alasce (USA). Uchodzi do Jukonu po południowej stronie Brooks Range. Powstaje ze zlania się kilku strumieni za kołem podbiegunowym. Dopływami rzeki są rzeki: Glacier, Alatna i John.
Rzeka została odkryta w 1838 roku przez Rosjanina Piotra Małakowa w okolicy jej ujścia do rzeki Yukon. Szerzej rzeka została opisana przez Henry'ego Allena i Freda Ficketta, żołnierzy armii USA w roku 1885. Źródła rzeki zostały zbadane w 1929 przez Roberta Marshalla.